# Хлавче Њиве
Хлавче Њиве (словен. Hlavče Njive) су насељено место у општини Горења вас-Пољане, Горењска регија, Словенија.

## Историја
До територијалне реорганизације у Словенији биле су у саставу старе општине Шкофја Лока.

## Становништво
У попису становништва из 2011. године, Хлавче Њиве су имале 69 становника.
| Број становника према пописима | Број становника према пописима | Број становника према пописима |
| ------------------------------ | ------------------------------ | ------------------------------ |
| 1991                           | 2002                           | 2011                           |
| 50                             | 55                             | 69                             |